# Иаго ап Брохвайл
Иаго ап Брохвайл (ок. 510 — ок. 582) — король Поуиса (580-582)

## Биография
Согласно бретонскому житию святого Тисилио, Брохвайлу наследовал сын Якоб (Яго), который правил два года. Из сравнения двух жизнеописаний Тисилио выясняется, что жену Яго звали Хайарме. Иаго наследовал его брат Кинан Гаруин.